# System Sensor

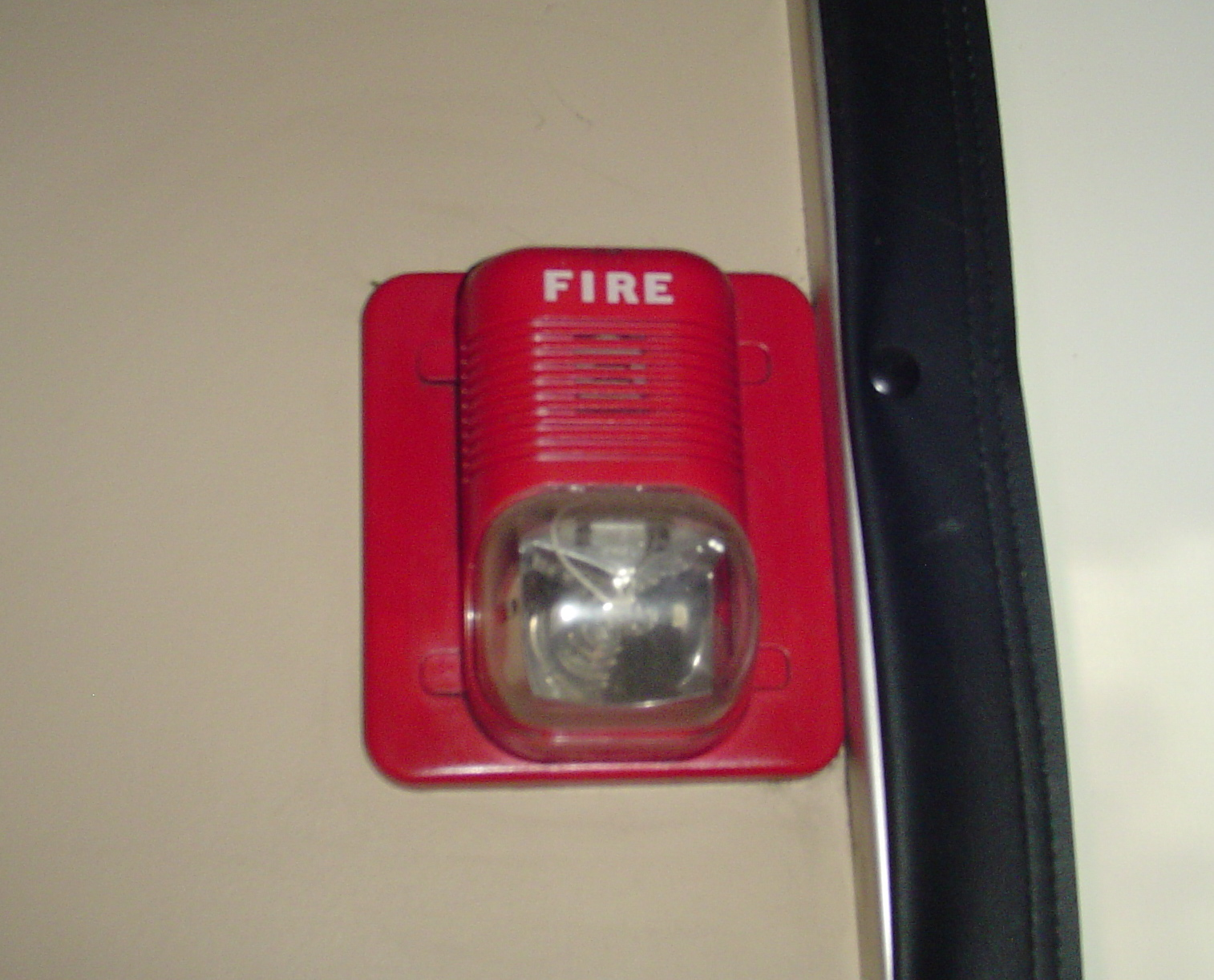
Bocina/luz de montaje en pared de SpectrAlert

 System Sensor es una empresa de St. Charles, Illinois, dedicada a la investigación, desarrollo y fabricación de productos de protección contra incendios. Sensor System es parte de Honeywell Life Safety Group.

## Historia
Sensor System fue fundada en el año 1984 por la Corporación Pittway para abordar los requisitos de los productos exclusivos de la industria de la alarma de incendios. En 1997, System Sensor introdujo su serie SpectrAlert de aparatos de notificación. En 2006, Sensor System discontinuó la línea de productos SpectrAlert a favor de SpectrAlert Advance Product Line. Sensor System fue adquirida por Honeywell en la década de 2000 y actualmente fabrica aparatos de aviso, detectores de humo, interruptores de flujo de agua, y sistemas de control de climatización.

## Socios de Distribución
El Grupo de Empresas Mircom es el mayor socio de distribución privada de Sensor System en el mundo.